# 宗教證據
宗教證據或超自然證據，是指支持宗教信仰是真實，或超自然力量存在，或超自然現象 (如神靈、上帝、靈魂、佛、來世、前世、外星人、外星生物、神創造、智能設計) 存在的證據。
雖然目前沒有足夠的科學證據或科學理論或達到科學標準要求的經驗證據證明宗教信仰是真實或超自然現象存在。不過，現時有不少非科學的證據，如軼事證據，認為超自然力量存在，或宗教信仰是真實。
常見宗教證據包括：
- 得救見證：基督徒選擇相信耶穌的原因、過程、經歷、轉變及體會。不少一些因信基督信仰而出現的宗教經驗，如祈禱後疾病得醫治的經歷、或因信神而感到樂觀或快樂、或成功靠福音戒癮甚至戒毒等，偶爾也包括一些特殊的經驗，如瀕死經驗等。
- 宗教經驗：一種在宗教框架內進行解釋的主觀體驗，通常包括信仰治療或祈禱醫治、瀕死經驗、靈異經歷、前世記憶等等。
- 瀕死經驗：接近死亡時一些人所經歷的現象，包括擬似有來世及接觸超自然力量的經歷。[3]
- 靈魂出竅：靈魂離開了生物的肉體，在肉體外活動的行為及經驗。
- 信仰治療：透過祈禱或宗教靈修的方式，對生理或心靈上的疾病，藉着上帝或神靈的力量，進行醫治及治療[4]。部分人認為，宗教治療的成功個案，是證明神或超自然力量存在的證據。
- 前世回溯：透過催眠進行記憶回溯下獲得的前世記憶。[5]
- 前世記憶：包括非由前世回溯，非由冥想的前世記憶。
- 神蹟或奇蹟: 不少宗教經典會記載宗教人物實行大量的神蹟 或奇蹟，這些神蹟難以用常理或科學解釋，往往都是超自然現象。不過其真實性難以完全證實。懷疑者認為，神蹟可能是虛假記錄、騙術、或用類似魔術等手法制造，神蹟治病方面，也可能是謠傳或安慰劑效應等因素。
- 天主教會認可的神跡[[[Wikipedia:格式手册/链接#章節|錨點失效]]]: 由天主教會官方認可的神蹟，直接或間接的「天主所為」的事件。天主教會本身有一套程序認可神蹟，要證明治療相關的奇跡，必須滿足封聖部規定的要求。
- 顯靈：指超自然力量如上帝或神靈向個人或少數群體短暫性顯現出來給他們看，有時會向這些特定人士告知一些重要的信息。
- 通靈經驗：活着的人類，與死去的人類的靈魂之間，進行溝通的一種做法和經歷。
- 超心理學研究：研究一系列被稱為的超自然現象的學科。
- 靈異故事：涉及人類與靈體的接觸甚至被附身的故事。
- 佛教神通 :因禪定或冥想而得到超越凡人的神秘力量。
- 靈能力：一種能行使與「靈」相關的、玄學的、超自然性的力量。
- 美國政府關於不明飛行物、外星人及外星生物的解密報告：根據美國國家安全局的一份解密文件研究指出，有大量可靠可信的UFO的報告出現，並認為對於所有UFO事件皆為騙局、幻覺、自然現象或地球物體的假說，幾乎不可能為真[6][7][8][9]，另一文件指，銀河系中至少有1億的行星可以具備孕育生命的條件，包括有適合的溫度及化學條件[10]。  不過，根據薩根標準，超凡的主張，需要有超凡的證據。由於不少學者視外星人存在為超凡的主張，美國解密報告文件中的研究並未達到『超凡的證據』證明外星人或外星生物的存在，因此仍未有科學共識證明有外星人存在。
- 美國太空人及軍方人員對外星人的看法：不少美國太空人認為，外星人或外星生物存在，且有到訪地球及干預地球，甚至保護地球免受核戰威脅，有些甚至聲稱自己目擊不明飛行物或外星人。[11][12]

另外，世界上也有不少疑似與靈體溝通或疑似一些超自然記實的電影或電視節目，如鬼線人、通靈之戰、通靈之王、通靈之王2等等。不過，這些節目並未能說服科學界及學術界廣為接受宇宙有靈體或超自然力量存在。
根據薩根標準原則，『超凡的主張，需要有超凡的證據』。由於宗教信仰是真實，或超自然力量存在，均是『超乎平凡的主張』。但目前支持有關支持宗教及超自然存在的證據，主要都是以上的軼事證據，一般被認為未達到『超乎平凡的證據標準』，因此目前主流科學對超自然與宗教，一般都抱有懷疑或不信。
另外，即使證明有神靈存在，誰是正氣的神靈、誰是邪靈，也是一個大難題。此外，一些外星生命研究的興趣者認為，宗教的神秘現象，可能是來自外星人的干預，甚至認為外星人創造宗教。在宗教上，看待邪靈的問題，往往是矛盾的。例如，在基督教中認為，所有異教(非基督教)中的靈，均是邪靈。反對者則認為基督教的看法很霸道並具精神上的侵略性。至於來世方面，即使證明有了來世和前世，我們應如何看待前世今生，以及應付來世，也是一個大難題。宗教之間沒有一致的主張及答案，而且宗教的主張往往是互相衝突。例如，基督教認為，人是因信稱義，如果來世要得上帝的祝福，應該要信基督教的神，行善事並沒有明顯作用而言，佛教則相信因果輪迴，人類必須多做善事，來世才能進入三善道。新紀元運動書藉與神對話則認為，靈魂可以自由決定上天堂與到地獄，而無需靠善行，並認為來世會體驗今世所依戀的東西。